# Stor-Trehörningen, Lappland
Stor-Trehörningen är en sjö i Åsele kommun i Lappland och ingår i Ångermanälvens huvudavrinningsområde. Sjön har en area på 0,852 kvadratkilometer och ligger 338,1 meter över havet. Sjön avvattnas av vattendraget Trehörningsbäcken.

## Delavrinningsområde
Stor-Trehörningen ingår i det delavrinningsområde (712725-155898) som SMHI kallar för Utloppet av Stor-Trehörningen. Medelhöjden är 407 meter över havet och ytan är 9,71 kvadratkilometer. Det finns ett avrinningsområde uppströms, och räknas det in blir den ackumulerade arean 20,47 kvadratkilometer. Trehörningsbäcken som avvattnar avrinningsområdet har biflödesordning 3, vilket innebär att vattnet flödar genom totalt 3 vattendrag innan det når havet efter 214 kilometer. Avrinningsområdet består mestadels av skog (83 procent). Avrinningsområdet har 0,85 kvadratkilometer vattenytor vilket ger det en sjöprocent på 8,7 procent.